# 별난 4차원 유클리드 다양체
수학에서 별난 {\displaystyle \mathbb {R} ^{4}}는 유클리드 공간 {\displaystyle \mathbb {R} ^{4}}와 위상동형이지만 미분동형이 아닌 미분 가능 다양체이다. 첫 번째 예는 1982년 마이클 프리드먼과 다른 사람들이 위상 4-다양체에 대한 프리드먼의 정리와 매끄러운 4-다양체에 대한 사이먼 도널드슨의 정리 사이의 대조를 사용하여 발견되었다. {\displaystyle \mathbb {R} ^{4}}에 부여 할 수 있는 서로 미분동형이 아닌 미분구조들이 이루는 연속체가 있다. 이는 클리포드 타우베스가 처음으로 증명했다.
이 구성에 앞서 4차원 구에 대한 미분동형이 아닌 매끄러운 구조 – 별난 구 – 는 이미 존재하는 것으로 알려져 있지만 특정 사례에 대한 그러한 구조의 존재에 대한 질문은 여전히 미해결이다(2023년 현재 미해결). 4 이외의 모든 양의 정수 n에 대해 {\displaystyle \mathbb {R} ^{n}}은 유일한 미분 구조를 가진다.

## 작은 별난 R4
별난 {\displaystyle \mathbb {R} ^{4}}가 표준 {\displaystyle \mathbb {R} ^{4}}의 열린 부분 집합으로 매끄럽게 매장될 수 있으면 작다고 한다.
작은 별난 {\displaystyle \mathbb {R} ^{4}} 자명하지 않은 매끄러운 5차원 h - 보충경계( h -보충경계 정리가 4차원에서 실패한다는 도널드슨의 증명에 의해 존재함)에서 시작하고 위상수학적 h -보충경계 정리가 이 차원에서 유지하는 프리드먼의 정리를 사용하여 구성할 수 있다.

## 큰 별난 R4
별난 {\displaystyle \mathbb {R} ^{4}}가 표준 {\displaystyle \mathbb {R} ^{4}}의 열린 부분 집합으로 매끄럽게 매장될 수 없는 경우 크다고 한다.
큰 별난 {\displaystyle \mathbb {R} ^{4}} 예들은 콤팩트 4-다양체 종종 위상수학적 합(프리드먼의 작업에 의해)으로 분할될 수 있지만 매끄러운 합(도널드슨의 작업에 의해)으로 분할될 수 없다는 사실을 사용하여 구성할 수 있다.
마이클 하틀리 프리드먼과 로렌스 R. 테일러(1986)는 극대 별난 {\displaystyle \mathbb {R} ^{4}}가 있다는 것을 보여주었다. 다른 모든 {\displaystyle \mathbb {R} ^{4}}가 극대 별난 {\displaystyle \mathbb {R} ^{4}}의 열린 부분 집합으로 매끄럽게 매장된다.

## 관련 별난 구조
카슨 손잡이들은 프리드먼 정리(여기서 {\displaystyle \mathbb {D} ^{2}}는 닫힌 단위 원판)에 따라 {\displaystyle \mathbb {D} ^{2}\times \mathbb {R} ^{2}}와 위상동형이다. 그러나 도널드슨의 정리에 따라 모두 {\displaystyle \mathbb {D} ^{2}\times \mathbb {R} ^{2}}와 미분동형이 아니다. 즉, 일부 카슨 손잡이는 별난 {\displaystyle \mathbb {D} ^{2}\times \mathbb {R} ^{2}.}
(2022년 현재) 별난 4차원 구가 있는지 여부는 알려져 있지 않다. 그러한 별난 4차원 구는 4차원에서 매끄럽게 일반화된 푸앵카레 추측에 대한 반례가 된다. 일부 그럴듯한 후보는 글럭 비틀림으로 제공된다.

## 같이 보기
- Akbulut cork - {\displaystyle H^{3}(S^{3},\mathbb {R} )}에서 별난 {\displaystyle \mathbb {R} ^{4}}를 구성하는 데 사용된다.
- 지도책(위상수학)

## 참고 문헌
- Freedman, Michael H.; Quinn, Frank (1990). 《Topology of 4-manifolds》. Princeton Mathematical Series 39. Princeton, NJ: Princeton University Press. ISBN 0-691-08577-3.
- Freedman, Michael H.; Taylor, Laurence R. (1986). “A universal smoothing of four-space”. 《Journal of Differential Geometry》 24 (1): 69–78. doi:10.4310/jdg/1214440258. ISSN 0022-040X. MR 857376.
- Kirby, Robion C. (1989). 《The topology of 4-manifolds》. Lecture Notes in Mathematics 1374. Berlin: Springer-Verlag. ISBN 3-540-51148-2.
- Scorpan, Alexandru (2005). 《The wild world of 4-manifolds》. Providence, RI: American Mathematical Society. ISBN 978-0-8218-3749-8.
- Stallings, John (1962). “The piecewise-linear structure of Euclidean space”. 《Proc. Cambridge Philos. Soc.》 58 (3): 481–488. Bibcode:1962PCPS...58..481S. doi:10.1017/s0305004100036756. S2CID 120418488. 틀:MathSciNet
- Gompf, Robert E.; Stipsicz, András I. (1999). 《4-manifolds and Kirby calculus》. Graduate Studies in Mathematics 20. Providence, RI: American Mathematical Society. ISBN 0-8218-0994-6.
- Taubes, Clifford Henry (1987). “Gauge theory on asymptotically periodic 4-manifolds”. 《Journal of Differential Geometry》 25 (3): 363–430. doi:10.4310/jdg/1214440981. MR 882829. 틀:Project Euclid.